# Stenopodidae
Stenopodidae là một họ động vật giáp xác mười chân trong bộ Decapoda, đôi khi còn được gọi là tôm hộp. Họ này được ghi nhận có khoảng 6 chi và hơn 30 loài. Ghi nhận hóa thạch lâu đời nhất của họ này có niên đại từ kỷ Devon.

## Các chi
Có 6 chi được ghi nhận thuộc họ Stenopodidae:
- Juxtastenopus Goy, 2010
- Odontozona Holthuis, 1946
- Richardina A. Milne Edwards, 1881
- Stenopus Latreille, 1819
- †Devonostenopus Jones et al., 2014
- †Phoenice Garassino, 2000